# Guerre civile du Mozambique
La guerre civile du Mozambique est une guerre civile qui s'est déroulée au Mozambique du 30 mai 1977 au 4 octobre 1992, soit deux ans après la fin de la guerre d'indépendance du Mozambique qui s'est achevée le 25 juin 1975. Comme de nombreux conflits africains régionaux de la fin du XXe siècle, ce conflit prend place dans le cadre de la guerre froide, et oppose principalement le Front de libération du Mozambique (en portugais : Frente de Libertação de Moçambique, FRELIMO), organisation communiste, à la Résistance nationale du Mozambique (en portugais : Resistência Nacional de Moçambique, RENAMO), d'orientation antimarxiste. Ces deux organisations principales sont rejointes par une multitude de petites factions, dont le PRM, l'UNAMO, le COREMO, l'UNIPOMO et le FUMO.
La RENAMO s'attaque à la volonté du FRELIMO d'établir un pays socialiste à parti unique, et est à ce titre largement soutenu par les gouvernements anti-communistes de Rhodésie et d'Afrique du Sud, qui l'encouragent à détruire le FRELIMO qui soutient de son côté les mouvances socialistes et communistes de la région. Plus d'un million de Mozambicains perdent la vie des conséquences des combats ou de la famine liée aux ruptures des chaînes d'approvisionnement en nourriture du pays ; cinq millions supplémentaires se réfugient dans les pays voisins,. La guerre détruit pratiquement l'intégralité des infrastructures des zones rurales, notamment les hôpitaux, les voies ferrées, les routes et les écoles. Les forces de sécurité du FRELIMO et les insurgés de la RENAMO sont accusés d'avoir violé de très nombreux droits humains, notamment le recours aux enfants soldats et la pose d'une impressionnante quantité de mines antipersonnelles dans tout le pays. Trois pays voisins, le Zimbabwe, la Tanzanie et le Malawi, déploient des troupes au Mozambique afin de défendre leurs propres intérêts économiques contre les attaques de la RENAMO.
Les combats cessent au Mozambique le 4 octobre 1992, peu après la dislocation de l'URSS et l'arrêt du soutien sud-africain, avec un traité de paix signé à Rome. Les négociations de paix avaient commencé en 1990 avec la médiation de l'Église mozambicaine et du gouvernement italien. En conséquence, RENAMO est démantelé et ses paramilitaires en partie incorporés à l'armée régulière du pays, et l'opération des Nations unies au Mozambique (ONUMOZ) est mise en place afin d'aider à la reconstruction du pays. Les tensions entre les anciens membres de la RENAMO et du FRELIMO sont réactivées entre 2013 et 2018, période pendant laquelle la RENAMO mène une insurrection,, conflit achevé en 2019 par la signature d'un traité de paix.
Un rapport destiné au gouvernement américain en 1988 décrit la RENAMO comme le « mouvement le plus brutal depuis les Khmers rouges ». Elle serait à l'origine de la plupart des destructions causées durant la guerre.

## Contexte
Le Mozambique est colonisé par les Portugais depuis le Traité de Tordesillas en 1494. Le Portugal mène de longues et coûteuses guerres de contre-insurrection dans ses trois principales colonies africaines — l'Angola, le Mozambique et la Guinée-Bissau — des années 1960 au milieu des années 1970, jusqu'à l'obtention de leur indépendance peu après la révolution des Œillets. Au Mozambique, le conflit armé contre l'occupant portugais était mené par le Front de libération du Mozambique (FRELIMO), initialement formé en exil mais qui parvient au fil du temps à prendre le contrôle d'une vaste partie du territoire des mains des Portugais. Le FRELIMO s'appuie principalement sur le soutien des travailleurs et des intellectuels mozambicains en exil qui avaient écrit et théorisé sur l'émergence d'un mouvement anticolonial, y compris chez les Makondés et d'autres groupes ethniques du nord du pays, où l'influence portugaise était la moins forte. La majorité de ses adhérents étaient des travailleurs Makondés qui avaient assisté à des rassemblements en faveur de l'indépendance dans le Tanganyika, alors sous contrôle britannique. En septembre 1964, le FRELIMO lance une insurrection armée contre les Portugais. Sa décision de prendre les armes est influencée par un certain nombre de facteurs internes et externes, à savoir les récents succès des mouvements de guérilla anticoloniaux en Indochine française et en Algérie française, ainsi que l'exemple des hommes d'État africains indépendants tels qu'Ahmed Ben Bella en Algérie, Gamal Abdel Nasser en Égypte et Julius Nyerere en Tanzanie. Les guérilleros du FRELIMO sont formés principalement en Afrique du Nord et au Moyen-Orient dans des pays comme l'Algérie, l'Union soviétique et la Chine qui leur fournissent également du matériel militaire.

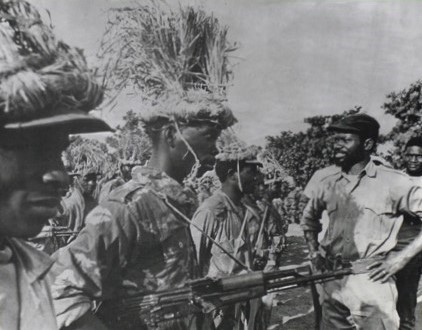
Samora Machel passant en revue des paramilitaires du FRELIMO pendant la guerre d'indépendance.

En réponse, le Portugal envoie un renfort massif de soldats et de forces de sécurité au Mozambique. Il passe également des accords de défense mutuelle avec la Rhodésie et l'Afrique du Sud voisines. En 1970, les Portugais lancent l'opération Nœud Gordien, qui parvient en un premier temps à éliminer plusieurs guérilléros du FRELIMO et à détruire ses bases au nord du pays ; cependant, le déploiement massif de troupes portugaises au nord du pays permet au FRELIMO d'intensifier ses attaques ailleurs dans le pays. L'année suivante, le Portugal établit une alliance militaire informelle avec la Rhodésie et l'Afrique du Sud appelée Exercice Alcora (en). Des représentants de la défense des trois pays s'engagent à se rencontrer régulièrement afin d'échanger des informations de renseignement et de mener des opérations coordonnées contre les mouvements nationalistes dans leurs pays respectifs. En même temps, le FRELIMO entretien d'étroites relations avec les nationalistes rhodésiens ; par exemple, vers 1971, une alliance est signée avec la Zimbabwe African National Liberation Army (ZANLA). Les insurgés de la ZANLA sont autorisés à entrer en Rhodésie par les territoires contrôlés par le FRELIMO. Vers la fin des années 1960, l'Armée de libération du peuple azanien (APLA) profite également de la dispersion des militaires portugais pour infiltrer l'Afrique du Sud de la même manière.
En avril 1974, le régime corporatiste de l'Estado Novo est démantelé à la suite de la révolution des Œillets. La révolution porte au pouvoir une junte militaire, le Mouvement des forces armées, qui s'était engagée à se désengager des colonies et à mettre fin aux guerres africaines qui étaient de plus en plus coûteuses. L'instabilité de la métropole se reflète au Mozambique, où le Portugal paraît plus affaibli que jamais. La guerre d'indépendance, déclenchée le 25 septembre 1964, a duré treize ans, jusqu'au 25 juin 1975. Plusieurs partis politiques sont alors créés au Mozambique au cours des mois suivants, dont plusieurs par d'anciens membres du FRELIMO, en prévision d'élections libres. Cependant, le FRELIMO tente de s'imposer comme le seul représentant légitime de la nouvelle nation mozambicaine. Il rejette les propositions d'élections multipartites et profite de l'instabilité pour intensifier sa campagne de guérilla. Début septembre 1974, le Portugal annonce qu'il accède à la demande du FRELIMO. Aucune élection n'a donc lieu au Mozambique ; à la place, après une période de transition de neuf mois, les postes du gouvernement sont simplement confiés aux responsables du FRELIMO.
Cette décision unilatérale, prise par des Portugais délégitimés, sans référendum ni consultations, est accueillie avec une vive inquiétude par les alliés traditionnels du Portugal (l'Afrique du Sud, la Rhodésie et les États-Unis). Le gouvernement américain craignait qu'un Mozambique indépendant gouverné par le FRELIMO soit fortement influencé par le bloc soviétique. Les mouvements d'opposition à l'apartheid en Afrique du Sud font venir des responsables du FRELIMO afin qu'ils prennent la parole lors de rassemblements organisés à Durban, Johannesburg et à l'Université du Transvaal du Nord. À la fin de l'année, soixante personnes avaient été arrêtées pour avoir organisé des rassemblements de ce type, interdits par le gouvernement.
Au Mozambique, l'annonce déclenche un soulèvement de la population blanche, rejointe par des vétérans abandonnés par l'armée portugaise et par quelques Mozambicains noirs indignés par la prise de pouvoir unilatérale imminente du FRELIMO. Ils font alors appel à l'Afrique du Sud et à la Rhodésie pour obtenir un soutien militaire et empêcher ce gouvernement d'arriver au pouvoir. Le Premier ministre sud-africain John Vorster refuse une telle intervention, craignant la condamnation de la communauté internationale pour toute interférence dans le processus de décolonisation d'un pays voisin. Le Premier ministre rhodésien Ian Smith était favorable à la cause des rebelles mais estimait qu'il serait incapable d'agir sans le soutien sud-africain. Le soulèvement est finalement écrasé après quatre jours par une coalition de militaires portugais et du FRELIMO.
Le 25 juin 1975, le Mozambique obtient officiellement son indépendance du Portugal. Le chef du FRELIMO, Samora Machel, est nommé président de la République populaire du Mozambique. Il met en place un régime communiste dictatorial, nationalise l'industrie et l'agriculture. Il tente en vain de regrouper les hameaux en villages communautaires, comme c'est le cas en Tanzanie, afin de favoriser l'accès aux services et à l'éducation de la population mais aussi pour subroger les anciennes plantations coloniales par des fermes d'État.
Dans les mois qui précèdent l'indépendance, le Mozambique est abandonné par la grande majorité des 4 500 propriétaires d'entreprises agricoles et le réseau de milliers de magasins de proximité est presque totalement démantelé. L'économie, et en particulier l'agriculture, est alors complètement désorganisée.

## Déroulement du conflit

### Prélude
De 1975 à 1979, l'armée rhodésienne entre à plusieurs reprises au Mozambique afin de mener des opérations contre les bases supposées de la ZANLA — dont la présence est tolérée par le gouvernement du FRELIMO — et de déstabiliser directement le gouvernement du FRELIMO. L'armée rhodésienne bombarde le port de Beira en 1979 et occupe la ville de Mapai en 1977.
Au cours d'une de ces incursions, l'armée rhodésienne libère André Matsangaissa (en), retenu prisonnier dans un camp de rééducation pour vol. Il reçoit une formation militaire et organisationnelle en Rhodésie, puis est nommé chef de RENAMO, un mouvement fondé par les services secrets rhodésiens avant l'indépendance du Mozambique en 1975 en tant que groupe de collecte de renseignements sur le FRELIMO et la ZANLA.
RENAMO réalise ses premières opérations de déstabilisation dans la région de Gorongosa au centre du pays,. La RENAMO était composée de plusieurs groupes anticommunistes qui sont apparus juste avant ou peu après l'indépendance du Mozambique. Parmi les membres de la RENAMO se trouvent un certain nombre d'exilés politiques mozambicains opposés par principe au FRELIMO, ainsi que des soutiens originels du gouvernement qui n'ont pas adhéré au tournant marxiste-léniniste que prenait le pays.
En 1979, André Matsangaissa est tué lors de la première attaque majeure de la RENAMO à Gorongosa. Le FRELIMO pense alors avoir écrasé la résistance. Afonso Dhlakama devient le nouveau chef de la RENAMO et, avec un soutien de l'Afrique du Sud, fait du mouvement une armée de guérilla efficace.
D'autres groupes rebelles ont également combattu le gouvernement du FRELIMO. Le Parti révolutionnaire du Mozambique (PRM) mène par exemple une insurrection de faible intensité dans les provinces de Zambézie, de Tete et de Niassa à partir de 1977. Son dirigeant Amos Sumane est capturé en 1980 et condamné à mort par le gouvernement mozambicain en 1981. Le PRM fusionne avec la RENAMO en 1982. En 1987, Gimo Phiri, qui avait succédé à Sumane en 1980 et était devenu plus tard un haut responsable de la RENAMO, créé un groupe dissident, l'Union nationale mozambicaine (UNAMO), qui combat brièvement à la fois la RENAMO et le FRELIMO, avant de rejoindre définitivement le camp gouvernemental en 1988.

### Opérations et stratégies de la RENAMO

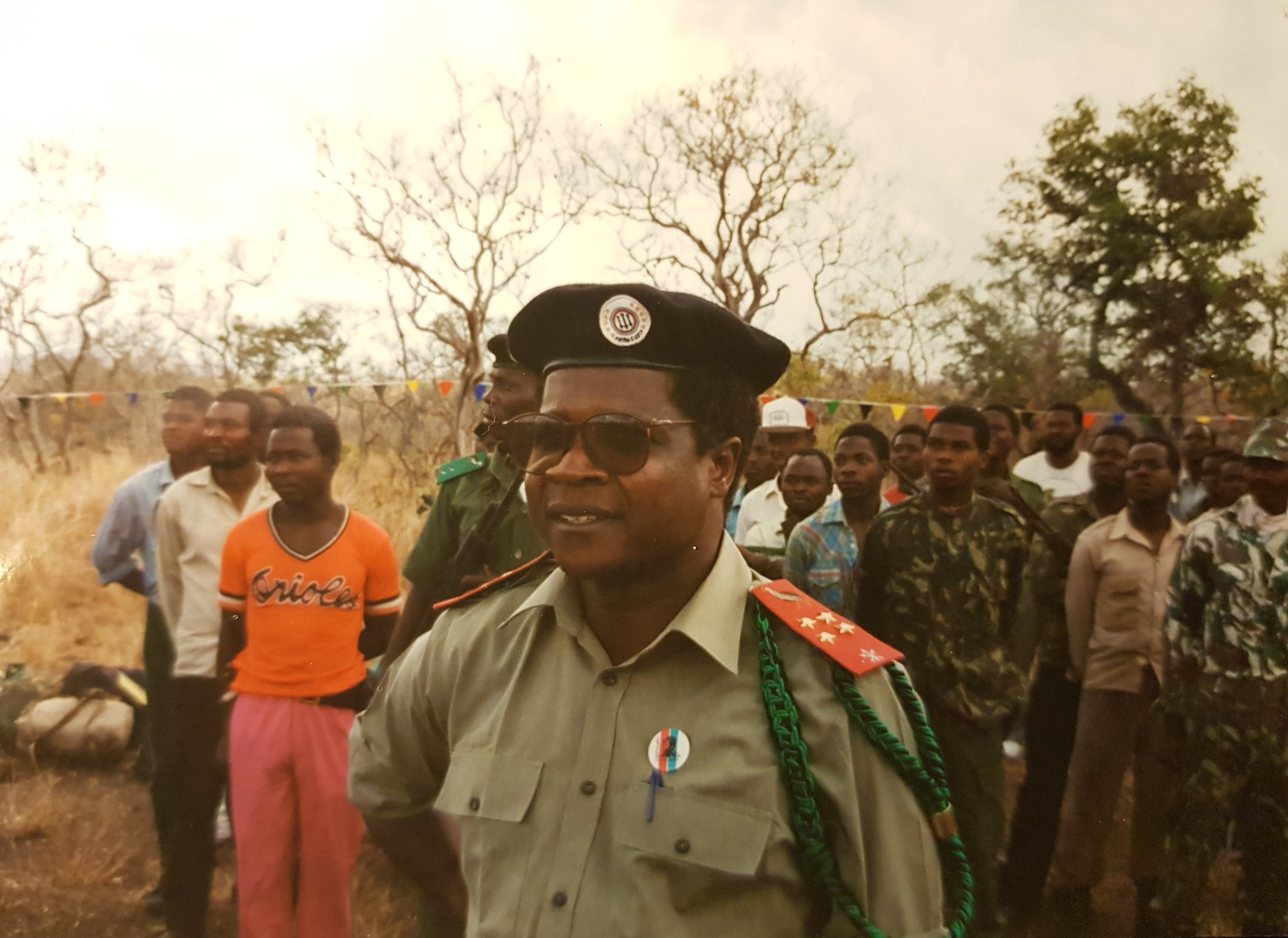
Afonso Dhlakama en 1993.

Après avoir combattu les Portugais en utilisant des techniques de guérilla, le FRELIMO est contraint à se défendre contre les mêmes méthodes qu'il avait employées pour chasser les colons. Il doit assurer la défense de vastes zones et de centaines de villages, tandis que la RENAMO était plus libre dans son champ d'action, opérant à partir de quelques camps isolés et lançant des raids contre des villes et des infrastructures importantes. 
De plus, la RENAMO force les civils à combattre à ses côtés. Souvent, le mouvement a recours à des enlèvements massifs et à des intimidations, en particulier d’enfants, afin de les utiliser comme soldats. On estime qu’un tiers des effectifs de la RENAMO étaient des enfants soldats. Des adultes ont aussi été contraints à travailler pour la RENAMO, notamment pour l'administration des zones qu’elle contrôlait. Un système de contrainte des civils a également été mis en place, autour de trois tâches principales à accomplir : produire de la nourriture, transporter des marchandises et des munitions et, pour les femmes, servir d’esclaves sexuelles. 
Ironiquement, l'objectif de la RENAMO était de libérer le Mozambique du « communisme machiste ». Le programme politique de la RENAMO était centré sur l'abandon des politiques socialistes du FRELIMO, l'adoption d'une économie de marché libre et des préoccupations plus traditionalistes telles que la réintégration des chefs tribaux aux postes d'autorité.
Ainsi, malgré sa supériorité numérique, le FRELIMO était incapable de défendre correctement la plupart des régions sous son autorité au milieu des années 1980 à l’exception des principales villes. Quant au RENAMO, il était en mesure de mener des raids dans pratiquement tout le pays, à l’exception des grandes villes. Le transport de marchandises était constamment mis en danger par ces raids, même lorsque les convois étaient armés.

### Opérations et stratégies du FRELIMO
Le FRELIMO réagit aux actions de la RENAMO en utilisant un système similaire aux villages fortifiés créés par les Portugais. Le gouvernement décide de mettre en place des aldeamentos comunais (« villages communaux » en portugais) où une grande partie de la population rurale est relocalisée et peut se réfugier dans l'éventualité de l'escalade du conflit. Afin de maintenir un nombre minimum d'infrastructures en état de fonctionnement, trois corridors fortement surveillés et minés sont établis à Beira, Tete et Limpopo. Ils sont dotés de routes, de voies ferrées et de lignes à haute tension. Malgré la fortification importante tout au long de ces corridors, ils étaient fréquemment la cible d'attaques. Les bombardements de la ligne de chemin de fer et des locomotives du corridor de Beira ont coûté des millions au gouvernement alors qu'il cherchait à fournir une nourriture et des services qualitatifs à sa population.

### Soutien étranger et fin du conflit
Après l'indépendance du Zimbabwe en 1980, l'Afrique du Sud prend la relève de la Rhodésie dans le soutien financier et logistique à la RENAMO. Le pays était alors coupé en deux. Le port de Maputo est pratiquement en ruines et une sécheresse dévastatrice s'abat sur le pays, engendrant famine et déplacements de population. Pendant toute la durée de la guerre, le Mozambique est considéré comme l'un des trois pays les plus pauvres au monde. Il est à ce titre tributaire de l'aide internationale, notamment en provenance des pays scandinaves.
Le FRELIMO reçoit des aides militaire et au développement de l'Union soviétique et de l'Allemagne de l'Est, puis le soutien de la France, du Royaume-Uni. Aux États-Unis, les conservateurs font pression pour que le gouvernement américain apporte ouvertement son soutien à la RENAMO. Le Département d'État, après la publication de nombreux rapports détaillés documentant la brutalité de la RENAMO, refuse. La RENAMO reçoit cependant un soutien organisationnel de l'Allemagne de l'Ouest.
En 1982, le Zimbabwe, pays enclavé, intervient directement dans la guerre civile afin de sécuriser ses voies de transport passant par le Mozambique, de mettre un terme aux raids transfrontaliers de la RENAMO et d'aider son vieil allié, le FRELIMO. L'aide du Zimbabwe devient cruciale pour la défense des corridors, en particulier celui de Beira. Plus tard, le Zimbabwe s'engage davantage, menant plusieurs opérations conjointes avec le FRELIMO contre les bastions de la RENAMO. La RENAMO est chassée de ses bases dans la région de Gorongosa. La Tanzanie envoie également des troupes pour soutenir le FRELIMO. La Corée du Nord établit une mission militaire au Mozambique au début des années 1980. Les conseillers nord-coréens jouent un rôle déterminant dans la formation de la première brigade de contre-insurrection spécialisée du FRELIMO, qui est déployée à partir de 1983. L'Allemagne de l'Est forme des membres du FRELIMO. Au printemps 1977, l'armée socialiste roumaine envoie 500 soldats et officiers au Mozambique. Les Roumains sont déployés à Maputo et à Nacala. Spécialisées dans l'utilisation des chars, ces troupes roumaines — sous la supervision de quelques officiers soviétiques — forment l'armée nationale à l'utilisation des chars T-34 et T-54.
Le Malawi a une relation compliquée avec le FRELIMO et la RENAMO. Au milieu des années 1980, le FRELIMO accuse à plusieurs reprises le président malawite Hastings Banda d'avoir offert l'asile politique à des insurgés de la RENAMO. Les forces de sécurité mozambicaines ont parfois mené des raids au Malawi pour frapper des camps de base présumés de la RENAMO dans ce pays, une pratique qui les a amenés à une confrontation directe avec l'armée malawite. En 1986, le Malawi cède à la pression mozambicaine et expulse 12 000 insurgés de la RENAMO. Banda s'est retourné contre la RENAMO après que des insurgés mécontents aient commencé à cibler une ligne ferroviaire vitale qui reliait Blantyre aux ports mozambicains. À partir d'avril 1987, le gouvernement malawite déploie des troupes au Mozambique pour défendre cette ligne ferroviaire, où elles sont impliquées dans un certain nombre de combats avec la RENAMO.
Le gouvernement du FRELIMO, toujours dirigé par le président Machel, est économiquement dévasté par la guerre et cherche à mettre fin au conflit et à poursuivre le développement du Mozambique. Le soutien militaire et diplomatique du bloc socialiste ne parvient pas à soulager la misère économique et la famine du pays résultant de la guerre. Après des négociations, Machel, réticent, signe un pacte de non-agression avec l'Afrique du Sud, connu sous le nom d'Accord de Nkomati. En échange, Pretoria promet de cesser son aide à RENAMO en échange de l'engagement du FRELIMO d'empêcher le Congrès national africain (ANC) d'utiliser le Mozambique comme sanctuaire. Après un attentat à la voiture piégée à Pretoria en mai 1983, les Sud-Africains bombardent la capitale mozambicaine, déclarant avoir tué 41 terroristes de l'ANC. Le gouvernement mozambicain accuse aussi d'anciens colons portugais vivant en Afrique du Sud et au Portugal, ainsi que des États conservateurs du Golfe (Arabie saoudite et Oman) d'apporter une aide matérielle aux "bandits armés" de la RENAMO, via les Comores et le Malawi. Machel est contraint de réduire certaines des politiques socialistes les plus ambitieuses. Lors d'une visite en Europe le même mois, Machel signe des accords militaires et économiques avec le Portugal, la France et le Royaume-Uni. La collectivisation et la nationalisation de l'agriculture sont également abandonnés, ce qui fait craindre au bloc socialiste que le Mozambique « se dirige tout droit et naïvement vers la gueule du loup capitaliste maléfique ». L'ampleur du soutien direct du gouvernement sud-africain à la RENAMO diminue légèrement après l'Accord de Nkomati, mais des documents découverts lors de la prise du quartier général de la RENAMO à Gorongosa en août 1985 révélent que l'armée sud-africaine avait continué et étendu son soutien logistique, de communication et militaire déjà important à la RENAMO. Le FRELIMO, quant à lui, honore pleinement sa part de l'accord en expulsant les membres violents de l'ANC de son territoire et en réduisant la présence de l'ANC dans le sud du pays. Les États-Unis ne s'impliquent pas dans le conflit.
Le 19 octobre 1986, le président Samora Machel meurt dans le crash de son avion présidentiel près de la frontière avec l'Afrique du Sud dans des circonstances floues. Un enquête menée par l'Afrique du Sud conclut que l'accident est lié à des erreurs commises par les pilotes, une conclusion qui ne fait pas l'unanimité. D'autres enquêtes menées ultérieurement échouent à établir les raisons de cet incident, donnant naissance à de nombreuses théories du complot selon lesquelles l'Afrique du Sud serait la coupable de cet accident. Le successeur de Machel, Joaquim Chissano, était ministre des Affaires étrangères de 1975 à la mort de Machel. Chissano poursuit la politique menée initialement par Machel en étendant les partenariats internationaux, surtout avec les pays de l'Ouest, et en menant des programmes de développement économique et des réformes militaires.
En 1990, alors que les dictatures d'Europe de l'Est s'effondrent et que Frederik de Klerk légalisait l'ANC en Afrique du Sud, les premiers pourparlers de paix ont lieu entre le FRELIMO et le RENAMO, débouchant en novembre sur une nouvelle Constitution reconnaissant le pluralisme politique. Un accord de paix est signé le 4 octobre 1992 à Rome sous l’égide de la communauté de Sant'Egidio et avec l’appui de l'ONU, entre Joaquim Chissano pour le FRELIMO et Afonso Dhlakama pour le RENAMO. Il prend effet le 15 octobre.

## Crimes de guerre et crimes contre l'humanité
De très nombreux crimes de guerre et crimes contre l'humanité ont été perpétrés pendant la guerre civile du Mozambique, peu importe le camp et de manière organisée. Aucun responsable de la RENAMO ou du FRELIMO n'a été inquiété par la justice pour ces méfaits, en raison d'une amnistie générale pour la période 1976-1992 votée par l'Assemblée de la République (qui était alors composé uniquement de députés du FRELIMO) en 1992.

### RENAMO
La RENAMO commet systématiquement des atrocités, qui font partie de ses stratégies de déstabilisation et de guerre. Parmi elles, on peut citer les massacres, les viols et la mutilation de civils pendant l'attaque de leurs villages, le recours aux enfants soldats et au système Gandira, qui comprend du travail forcé  et des violences sexuelles. Les femmes étaient souvent enlevées puis violées dans les champs afin de renforcer le moral des troupes. Le système Gandira a également contribué à la famine, puisque la population rurale était contrainte à produire de la nourriture pour la RENAMO et n'était pas en mesure d'en produire pour elle-même. D'autres civils ont servi de transporteurs de marchandise pour la RENAMO, parfois sur de très longues distances. Ceux qui refusaient de participer à la Gandira ou qui désobéissaient aux ordres étaient tabassés et souvent exécutés. Ceux qui tentaient de s'enfuir subissaient le même sort. Une pratique particulièrement cruelle était la mutilation et le meurtre d'enfants abandonnés par des parents en fuite. Les tactiques brutales de la RENAMO lui ont rapidement donné une réputation négative parmi la quasi totalité des Mozambicains, qui les considéraient comme des « bandits armés », n'hésitant pas à agresser certains de leurs membres, et poussant même l'armée régulière à exécuter publiquement quatre rebelles en 1983.

La RENAMO a attiré l'attention internationale en juillet 1987, après avoir massacré 424 civils pendant un raid dans le village de Homoine, qui était légèrement défendu par 90 soldats du FRELIMO. Parmi ces victimes se trouvaient des patients de l'hôpital,. L'incident provoque une enquête sur les tactiques de la RENAMO par le consultant du Département d'État américain Robert Gersony, ce qui met un terme définitif à l'ambition de certaines personnalités politiques conservatrices de soutenir la RENAMO. D'après le rapport, l'attaque de la RENAMO à Homoine n'était pas tactiquement différente des autres raids du mouvement. Dans celui-ci, les méthodes de la RENAMO sont décrites ainsi :
« Selon certains témoignages, la phase d'attaque débute par ce qui semble aux habitants être des tirs aveugles d'armes automatiques par un groupe important de combattants de la RENAMO. [...] Selon certaines informations, les soldats du gouvernement braquent leurs tirs défensifs sur les assaillants, tandis que les forces de la RENAMO tirent sans discrimination dans le village. Dans certains cas, les réfugiés ont eu l'impression que les forces assaillantes s'étaient divisées en trois détachements : l'un mène l'attaque militaire ; un autre entre dans les maisons et s'empare des objets de valeur, principalement des vêtements, des radios, de la nourriture, des casseroles et d'autres biens ; un troisième se déplace dans les maisons pillées avec des morceaux de chaume enflammés et met le feu aux maisons du village. Selon plusieurs rapports, les écoles et les dispensaires sont des cibles typiques de destruction. La destruction du village en tant qu'entité viable semble être l'objectif principal de ces attaques. Ce type d'attaque fait plusieurs types de victimes civiles. Comme souvent dans la guérilla, certains civils sont tués dans des tirs croisés entre les deux forces opposées, même si, de l'avis des réfugiés, cela ne représente qu'une minorité des décès. Un nombre plus important de civils, victimes de ces attaques et d’autres situations, auraient été tués par balles ou exécutés délibérément, à coups de hache, de couteau, de baïonnette, brûlés vifs, noyés et asphyxiés de force, et d’autres formes de meurtres sans possibilité pour la victime de résister ou de se défendre. Des témoins oculaires indiquent que lorsque des civils sont tués dans ces attaques aveugles, que ce soit contre des villages défendus ou non, des enfants, souvent accompagnés de mères et de personnes âgées, sont également tués. Un nombre variable de victimes civiles lors de chaque attaque auraient été rassemblées et enlevées [...]. ».
Toujours d'apprès le rapport Gersony, les abus de la RENAMO étaient bien plus systématiques, étendus et sérieux que ceux du FRELIMO. Les réfugiés interrogés dans le rapport attribuent 94 % des meurtres, 94 % des enlèvements et 93 % des pillages à la RENAMO. Toutefois, cette conclusion est remise en question par l'historien français Michel Cahen, d'après lequel les deux camps sont aussi coupables l'un que l'autre :
« Il ne fait aucun doute que la guerre a été menée en grande partie contre les civils... Je suis également convaincu que la guerre a été aussi sauvage des deux côtés, même si la domination totale des médias par le FRELIMO pendant les 15 ans de guerre a conduit même ceux qui voulaient rester objectifs à attribuer la majorité des atrocités à la RENAMO. Les gens eux-mêmes n'ont pas été dupes : ils ont attribué divers actes de banditisme et certains massacres à la "RENAMO 1", et d'autres à la "RENAMO 2" – terme euphémique désignant les soldats et miliciens du FRELIMO agissant de leur propre chef. ».

### FRELIMO
Les soldats du FRELIMO ont également commis des crimes de guerre pendant la guerre civile. Le FRELIMO a également eu recours au travail forcé, et les périodes de conscription ont souvent été plus longues que la loi autorisait. Vivre dans les aldeamentos comunais était obligatoire dans certaines provinces. Dans certaines régions, les normes culturelles impliquaient que les ménages devaient vivre à une certaine distance les uns des autres. Par conséquent, de nombreuses personnes préféraient vivre en dehors de ces villages malgré le risque d’attaques de la RENAMO. Ainsi, les habitants étaient souvent contraints à rejoindre les aldeamentos comunais sous la menace des armes des soldats du FRELIMO ou de leurs alliés zimbabwéens. Un habitant en témoigne dans un rapport psychiatrique sur les conséquences de la guerre :
« Je n’ai jamais voulu quitter mon ancienne maison pour m'installer dans un village communautaire. Même avec la guerre, je voulais rester là où j’avais mes terres et mes greniers. Nous n’avions pas vécu avec autant de personnes ensemble au même endroit depuis longtemps. Chacun devrait vivre chez soi. Les Komeredes [soldats zimbabwéens] sont venus chez moi et m’ont dit de quitter ma maison et d’aller au village communautaire où il y avait beaucoup de monde. J’ai un temps refusé, mais ils ont mis le feu à ma maison, à mes greniers et à mes champs. Ils m’ont menacé de mort et m’ont dit, à moi et à ma famille, d’aller de l’avant. Dans le village communautaire, nous vivions comme des porcs. C’était comme un enclos pour porcs. Nous étions tellement nombreux à vivre les uns près des autres. Si quelqu’un couchait avec sa femme, tout le monde pouvait écouter ce qu’ils faisaient. Quand nous allions aux champs ou aux cimetières pour enterrer les morts, les soldats devaient être présents derrière et devant nous. Quand les femmes allaient à la rivière pour se laver, les soldats devaient y aller aussi et ils voyaient souvent nos femmes nues. C'était une honte totale à l'intérieur de ce corral. Pour manger, nous comptions généralement sur l'aide humanitaire, mais nous ne savions jamais quand elle arriverait. C'était terrible ; c'est pourquoi beaucoup de gens fuyaient le village communautaire pour rejoindre leurs anciennes résidences où se trouvaient les soldats de la RENAMO. ».
Le viol est rapidement devenu une pratique répandue parmi les soldats du FRELIMO. Cependant, ils étaient moins fréquents et violents que ceux commis par la RENAMO.
Dans le cadre d'une série de mesures prises après l'indépendance, le FRELIMO a mis en place des « camps de rééducation » dans lesquels étaient envoyés les petits délinquants, les opposants politiques et les éléments antisociaux présumés tels que les prostituées, souvent sans procès en raison du manque de juges. Pendant une visite de ces camps en 1980, le président Machel ordonne la libération d'environ 2 000 détenus et la fermeture de nombreux camps, invoquant des violations des droits de l'homme,. Ceux-ci ont été plus tard décrits par des observateurs étrangers comme des « centres de torture et de mise à mort ». On estime que 30 000 détenus sont morts dans ces camps. Le gouvernement a également été accusé d'avoir exécuté des milliers de personnes alors qu'il tentait d'étendre son contrôle sur tout le pays,.

## Bilan humain
L'UNICEF recense 140 000 enfants morts en 1986 durant les guerres du Mozambique et de l'Angola. Les stratégies de la RENAMO et de l'UNITA de détruire des centres médicaux, d'assassiner des médecins et de miner les champs cultivables ont été considérées comme les premières causes de mortalité chez les enfants.
Parmi les 13 à 15 millions de Mozambicains recensés en 1977, la guerre civile a causé un million de morts, déplacé 5,7 millions de civils en interne et causé 1,7 million de réfugiés.
Un rapport destiné au gouvernement américain en 1988 décrit la RENAMO comme le « mouvement le plus brutal depuis les Khmers rouges ». Elle serait à l'origine de la plupart des destructions causées durant la guerre.

## Impact de la guerre civile

### Transition vers la paix

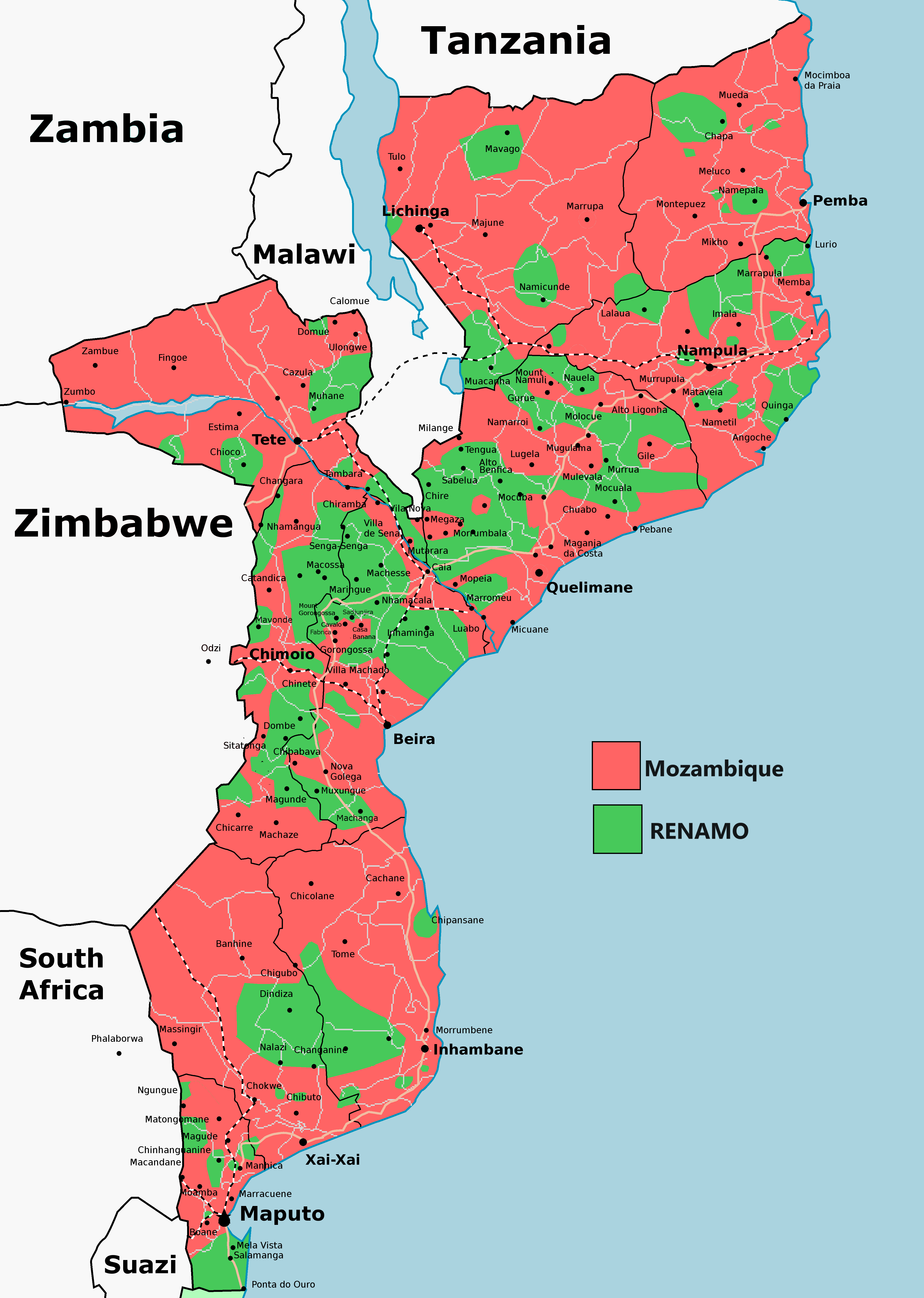
En vert, les territoires contrôlés par la RENAMO en 1994.

En 1990, avec la fin imminente de la guerre froide, la chute progressive de l'apartheid en Afrique du Sud et l'abandon des soutiens de la RENAMO, les premiers pourparlers de paix directs entre le gouvernement du Mozambique (le FRELIMO) et la RENAMO sont organisés. Une nouvelle Constitution adoptée par le FRELIMO en juillet 1989 impose le multipartisme au Mozambique. Une autre Constitution est instaurée en novembre 1990, qui inclut la tenue d'élections périodiques et la garantie des droits démocratiques.
Le 4 octobre 1992, les Accords généraux de paix de Rome, négociés par la communauté de Sant'Egidio avec le soutien des Nations unies, sont signés à Rome par le président mozambicain Joaquim Chissano et le dirigeant de la RENAMO Afonso Dhlakama. Il entre en vigueur le 15 octobre 1992. Une force de maintien de la paix, l’ONUMOZ, est déployée au Mozambique après la guerre. Elle est composée de 7 500 membres et supervise pendant deux années la transition vers la démocratie du pays, avant de partir en 1995. 2 400 observateurs internationaux arrivent en même temps dans le pays pour superviser les élections des 27 et 28 octobre 1994.

### Mines terrestres
HALO Trust, une organisation non gouvernementale humanitaire spécialisée dans le déminage financée par les États-Unis et le Royaume-Uni, a commencé à opérer au Mozambique en 1993, en recrutant des travailleurs locaux pour retirer les mines terrestres disséminées dans tout le pays. Quatre travailleurs de HALO ont été tués lors de cette mission, et les mines ont causé jusqu'à plusieurs centaines de blessés et de décès civils annuels après la guerre. En septembre 2015, le pays a finalement été déclaré exempt de mines terrestres, le dernier engin connu ayant explosé intentionnellement dans le cadre d'une cérémonie officielle.

### Nouvelle insurrection de la RENAMO (2013-2021)
Au milieu de l'année 2013, après plus de vingt ans de paix, l'insurrection de la RENAMO est renouvelée, principalement dans les régions du centre et du nord du pays. Le 5 septembre 2014, l'ancien président mozambicain Armando Guebuza et le dirigeant de la RENAMO Afonso Dhlakama ont signé un accord de cessation des hostilités, afin de restaurer la paix au moins le temps des élections prévues en octobre 2014. Toutefois, après les élections, une nouvelle crise politique a émergé et le pays est retombé dans un conflit violent. La RENAMO ne reconnaissait pas la validité des résultats de l'élection, et réclamait le contrôle de six provinces – Nampula, Niassa, Tete, Zambézie, Sofala et Manica – où elle considérait avoir obtenu la majorité des voix.
Le mouvement se poursuit et s'essouffle au fil des ans. La RENAMO et le gouvernement signent un traité de paix en 2019 et les derniers rebelles déposent leurs armes en décembre 2021.